# Kiukais
Kiukais (finska: Kiukainen) var en kommun i landskapet Satakunta i Finland. Kommunen hade 3 290 invånare (2008), på en yta av 150,38 km².
Den 1 januari 2009 slogs Kiukais samman med Eura kommun.
Kiukais var enspråkigt finskt.
1 januari 2001 överfördes ett område med 60 invånare till Nakkila kommun.